# Karl Klaar
Karl Klaar (* 3. November 1865 in Innsbruck; † 18. September 1952 ebenda) war ein österreichischer Archivar und Historiker. 

## Leben
Karl Klaar studierte Geschichte an der Universität Innsbruck, wo er auch promovierte. Er war Mitglied der katholischen Studentenverbindungen AV Austria Innsbruck (seit 1889) und KaV Norica Wien. Von 1893 bis 1895 wirkte er am Institut für Österreichische Geschichtsforschung in Wien. Sodann erhielt er eine Anstellung am Statthalterei-Archiv Innsbruck, wo er bis 1907 zum faktischen Leiter des Archivs und 1919 zum Direktor avancierte. Die Archivleitung behielt er bis 1923 inne.
Klaar gab von 1904 bis 1920 als Schriftleiter die landesgeschichtliche Zeitschrift Forschungen und Mitteilungen zu Geschichte von Tirol und Vorarlberg heraus.
1910/11 ordnete und verzeichnete Klaar im Auftrag der Tiroler Archivbehörde das Stadtarchiv Bozen, dessen Altbestände er übersichtlich in Akten, Handschriften und Urkunden gliederte.
Ab den 1920er Jahren engagierte sich der streng katholische Klaar für das Krippenwesen und übernahm die Schriftleitung der Zeitschrift Krippenfreund im Auftrag des Tiroler „Vereins der Krippenfreunde“.

## Nachlass
Klaars umfangreicher Nachlass wird am Tiroler Landesarchiv verwahrt.

## Publikationen
- Dr. Hippolytus Guarinoni und die Bürger-Kongregation in Hall. 1903
- Die Hellweger auf dem Spielbichlhof in St. Martin im Pustertal. 1907
- Die Briefe der Dorothea v. Schlegel an Theresia Unterkircher geb. Primisser. Innsbruck: Kath. akad. Verb. „Austria“ 1915
- Franz Raffl, der Verräter Andreas Hofers. Innsbruck: Vereinsbuchh. u. Buchdr. 1921
- Der landesfürstliche Weingarten in Hötting. Hötting: Papst Leo-Kirchenbau-Verein 1937
- Alt-Innsbruck und seine Umgebung. 2 Bände. Innsbruck: Vereinsbuchh. u. Buchdr. 1939–1940
- Das Mädchen von Spinges Helena Lanz von Natz bei Brixen. 1949